# UNICEF Open 2012
L'UNICEF Open 2012 è stato un torneo di tennis giocato sull'erba. È stata la 23ª edizione dell'UNICEF Open, fino al 2009 noto come Ordina Open, facente parte della categoria ATP World Tour 250 series nell'ambito dell'ATP World Tour 2012, e della categoria International nell'ambito del WTA Tour 2012. È stato un evento combinato sia maschile che femminile, e si è giocato all'Autotron park di 's-Hertogenbosch, nei Paesi Bassi, dal 17 a 23 giugno 2012.

## Partecipanti ATP

### Teste di serie
| Giocatore           | Nazionalità | Ranking* | Testa di serie |
| ------------------- | ----------- | -------- | -------------- |
| David Ferrer        | Spagna      | 6        | 1              |
| Viktor Troicki      | Serbia      | 33       | 2              |
| Jürgen Melzer       | Austria     | 35       | 3              |
| Juan Carlos Ferrero | Spagna      | 38       | 4              |
| Robin Haase         | Paesi Bassi | 40       | 5              |
| Santiago Giraldo    | Colombia    | 44       | 6              |
| Jarkko Nieminen     | Finlandia   | 45       | 7              |
| Alex Bogomolov Jr.  | Russia      | 46       | 8              |

* Le teste di serie sono basate sul ranking all'11 giugno 2012.

### Altri partecipanti
I seguenti giocatori hanno ricevuto una wild card per il tabellone principale:
- David Goffin
- Mate Pavić
- Igor Sijsling

I seguenti giocatori sono passati al tabellone principale attraverso le qualificazioni:

- Mikhail Ledovskikh
- Philipp Petzschner
- Pierre-Ludovic Duclos
- Márton Fucsovics

## Partecipanti WTA

### Teste di serie
| Giocatrice         | Nazionalità | Ranking* | Testa di serie |
| ------------------ | ----------- | -------- | -------------- |
| Samantha Stosur    | Australia   | 5        | 1              |
| Sara Errani        | Italia      | 10       | 2              |
| Dominika Cibulková | Slovacchia  | 12       | 3              |
| Flavia Pennetta    | Italia      | 17       | 4              |
| Marija Kirilenko   | Russia      | 19       | 5              |
| Roberta Vinci      | Italia      | 20       | 6              |
| Jelena Janković    | Serbia      | 22       | 7              |
| Nadia Petrova      | Russia      | 23       | 8              |

* Le teste di serie sono basate sul ranking all'11 giugno 2012.

### Altri partecipanti
I seguenti giocatori hanno ricevuto una wild card per il tabellone principale:
- Kiki Bertens[1]
- Jelena Janković
- Arantxa Rus

Le seguenti giocatrici sono passate dalle qualificazioni:

- Urszula Radwańska
- Kirsten Flipkens
- Akgul Amanmuradova
- Dar'ja Gavrilova

## Campioni

### Singolare maschile
David Ferrer ha sconfitto in finale  Philipp Petzschner per 6-3, 6-4.
- È il quindicesimo titolo per Ferrer, il quarto nel 2012.

### Singolare femminile
Nadia Petrova ha sconfitto in finale  Urszula Radwańska per 6-4, 6-3.
- È l'undicesimo titolo per la Petrova, il primo nel 2012.

### Doppio maschile
Robert Lindstedt /  Horia Tecău hanno sconfitto in finale  Juan Sebastián Cabal /  Dmitrij Tursunov per 6-3, 7-6(1).

### Doppio femminile
Sara Errani /  Roberta Vinci hanno sconfitto in finale  Marija Kirilenko /  Nadia Petrova per 6-4, 3-6, [11-9].
- È la dodicesima vittoria per la coppia Errani-Vinci, la settima nel 2012.